# La Voz de Rusia
La Voz de Rusia (en ruso: Голос России, romanización Golos Rossii) fue una radiodifusora internacional de la Federación de Rusia. La Voz de Rusia tenía por misión informar sobre la situación mundial y sobre la vida en Rusia, mantener un diálogo con los rusos en el extranjero y difundir la cultura y la lengua rusas.
Su señal de intervalo fue La gran puerta de Kiev, movimiento número 10 de la suite Cuadros de una exposición de Modest Músorgski.

## Historia

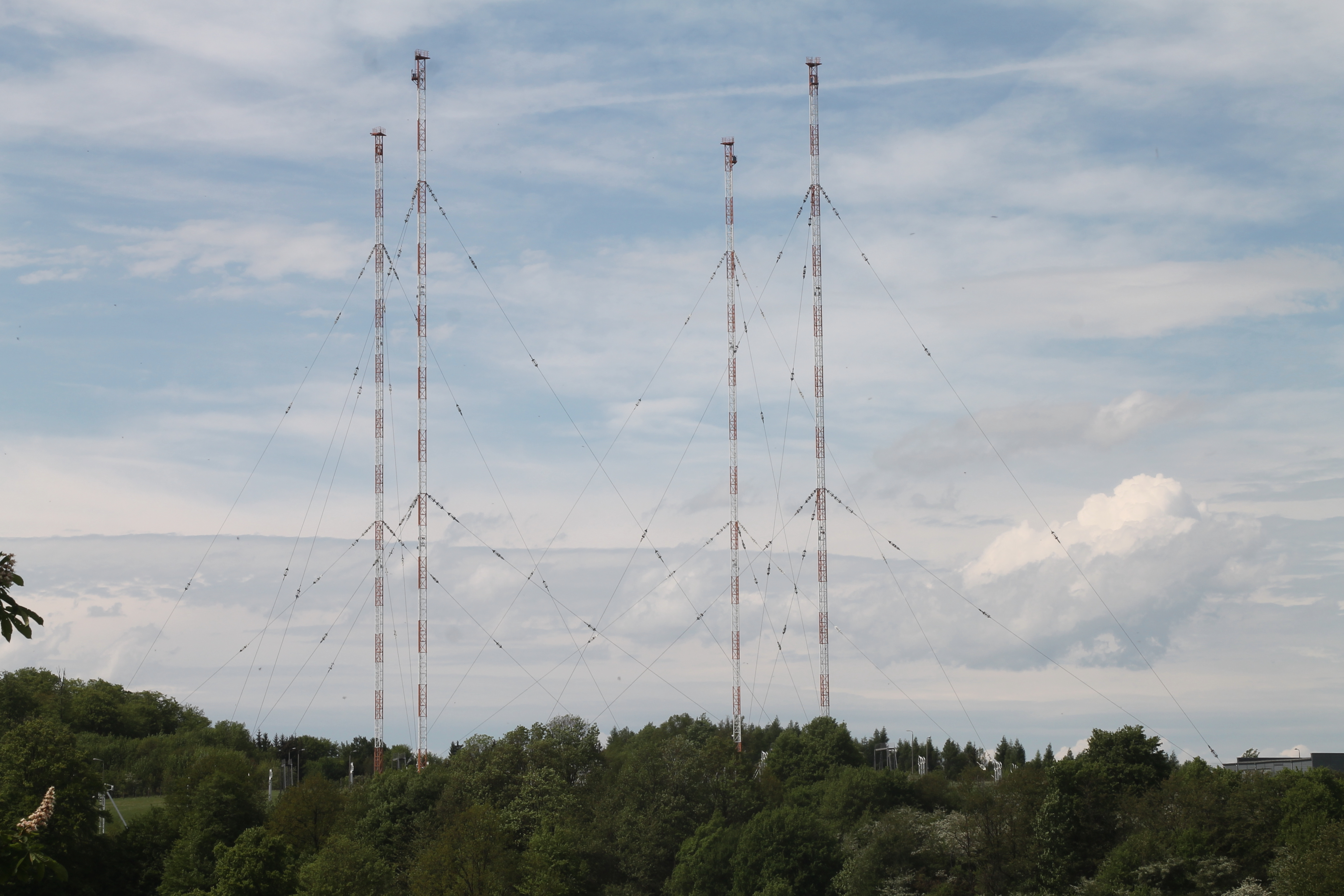
Antenas de la Voz de Rusia en Wachenbrunn, Alemania.

El 22 de diciembre de 1993, el Presidente de Rusia Borís Yeltsin firmó un decreto que reorganizó a Radio Moscú con el nuevo nombre de la Voz de Rusia. El propietario de la Voz de Rusia era la compañía estatal de televisión y radioemisora de toda Rusia (VGTRK). La Voz de Rusia transmitía en 38 idiomas a través de la onda corta y la onda media. Entre estos estaban: alemán, árabe, armenio, azerí, búlgaro, chino, checo, dari, español, francés, hausa, hindi, inglés, italiano, japonés, kirguís, kurdo, moldavo, mongol, pashto, persa, polaco, portugués, ruso, serbio, turco, ucraniano, urdu y uzbeko. 
En 1996, la Voz de Rusia lanzó en Internet su sitio web. La web www.ruvr.ru tenía versiones en 33 idiomas.  En 2008, la web de la Voz de Rusia recibió el Premio Runet en la categoría de Runet fuera de los límites de RU.
La Voz de Rusia era miembro de la Asociación Nacional de Difusores de Radio y Televisión, de la  Unión Europea de Radiodifusión, de Radio Digital Mundial y de la Conferencia internacional de servicios de estudio del auditorio.
El Ministerio de Comunicaciones ruso tuvo acuerdos con varias radiodifusoras internacionales como la Voz de América, Deutsche Welle, Radio Nederland entre otras, para el alquiler de las estaciones repetidoras de onda corta propiedad del Ministerio de Comunicaciones ruso.
El 9 de diciembre de 2013, el presidente ruso Vladímir Putin emitió un decreto que liquidó a la Voz de Rusia como agencia independiente y la fusionó con la agencia RIA Novosti para formar a Rossiya Segodnya, la nueva agencia de noticias rusa.
El 1 de abril de 2014, la Voz de Rusia cesó sus transmisiones en onda corta y onda media debido a recortes presupuestarios. Desde entonces, la estación rusa estuvo disponible solamente por Internet, vía satélite y por algunas radios asociadas en AM y FM. El sitio web en español de la radio, spanish.ruvr.ru, incluyó desde el 24 de abril un anuncio en la parte superior que anunciaba la desactualización del sitio (excepto las emisiones radiales por Internet) e invitaba al lector a dirigirse al sitio web en español de RIA Novosti. Posteriormente, los artículos de spanish.ruvr.ru fueron movidos al sitio web de RIA Novosti.
El 10 de noviembre de 2014, la Voz de Rusia fue reemplazada por una nueva emisora internacional rusa llamada Radio Sputnik.

## Servicio en español
El servicio en español estaba dirigido a España y América Latina. Uno de los programas en español de mayor duración fue Frecuencia RM, espacio sobre diexismo presentado por Juan Patricio Cortés Jacome (Pancho Rodríguez). Se inició el 25 de octubre de 1986 y se emitía cada martes hasta el 2 de diciembre de 2008 cuando fue cancelado. Otros programas de muchos años fueron el espacio de política El mundo al día, conducido por Vladímir Evstignéiev, y Enfoque Iberoamericano.